# BBCU FC
El Big Bang Chula United Football Club (en tailandés: สโมสรฟุตบอล บีบีซียู), conocido como BBCU Football Club, fue un equipo de fútbol de Tailandia que jugó en la Liga Premier de Tailandia, la liga de fútbol más importante del país.

## Historia
Fue fundado en el año 1976 con el nombre Bangtoey Football Team, cambiándolo en varias ocasiones hasta que en el año 2011 cambió de nombre por el que lleva actualmente. En el año 2004 el Chulalongkorn University FC y el Sinthana FC se combinaron para crear al Chula-Sinthana FC, el cual 4 años después cambió de nombre por el de Chula United. Fue campeón de liga en 1 ocasión con el nombre de Sinthana FC y 1 subcampeonato, 2 copas Kor y 3 finales de la Copa de la Reina.
En abril del 2017 el club desaparece por carecer de recursos financieros, por lo que fue automáticamente vetado de las competiciones por dos años, y si regresa lo haría en la cuarta división.
A nivel internacional participó en 2 torneos continentales, donde su mejor participación ha sido en la Copa de Clubes de Asia en el año 2000, donde fue eliminado en los cuartos de final por el Kashima Antlers de Japón, el Júbilo Iwata de Japón y el Suwon Samsung Bluewings de Corea del Sur.

## Palmarés
- Liga Premier de Tailandia: 1

1998
- Primera División de Tailandia: 0
  - Subcampeón: 1

2007
- Segunda División de Tailandia: 1

2006
- Copa Kor Royal: 2

1997, 1998
- Copa FA de Tailandia: 1

1997
- Copa de la Reina de Tailandia:
  - Finalista: 3

1999, 2000, 2002

## Participación en competiciones de la AFC
| Temporada | Torneo                  | Ronda            | Club                    | Casa | Visita |
| --------- | ----------------------- | ---------------- | ----------------------- | ---- | ------ |
| 1998-99   | Recopa de la AFC        | 1                | Woodlands Wellington FC | 4-1  | 1-1    |
| 1998-99   | Recopa de la AFC        | 2                | Kashima Antlers         | 1-2  | 0-9    |
| 1999–2000 | Asian Club Championship | 1                | Lam Pak                 | 2-0  | 7–1    |
| 1999–2000 | Asian Club Championship | 2                | Singapore Armed Force   | 1–1  | 2–1    |
| 1999–2000 | Asian Club Championship | Cuartos de final | Júbilo Iwata            |      | 1-2    |
| 1999–2000 | Asian Club Championship | Cuartos de final | Suwon Samsung Bluewings |      | 0-4    |
| 1999–2000 | Asian Club Championship | Cuartos de final | Kashima Antlers         |      | 0-3    |

## Entrenadores Desde el 2006
| Nombre                                 | País      | Periodo                        |
| -------------------------------------- | --------- | ------------------------------ |
| Karoon Narksawad + Dr. Jutha Tingsapat | Tailandia | 2006-2008                      |
| Kiatisuk Senamuang                     | Tailandia | 2008-09                        |
| Carlos Ferreira                        | Brasil    | Enero de 2009-agosto de 2009   |
| Pichai Pituwong                        | Tailandia | Agosto de 2009-octubre de 2009 |
| Chana Yodprang                         | Tailandia | Enero de 2010-abril de 2010    |
| Thongchai Sukkoki                      | Tailandia | Mayo de 2010-diciembre de 2010 |
| Kiatisuk Senamuang                     | Tailandia | Diciembre de 2010-mayo de 2012 |
| José Alves Borges                      | Brasil    | 2013                           |
| Worachai Surinsirirat                  | Tailandia | 2013–2015                      |
| Tsuyoshi Takano                        | Japón     | 2015–2016                      |
| Koichi Sugiyama                        | Japón     | 2016                           |
| Jatuporn Pramualban                    | Tailandia | 2016                           |
| Pairoj Borwonwatanadilok               | Tailandia | 2017                           |
| Worachai Surinsirirat (interino)       | Tailandia | 2017                           |

## Jugadores

### Jugadores destacados
| - Kritsakorn Kerdpol - Narat Munin-Noppamart - Paitoon Nontadee - Kittipol Paphunga - Kittipoom Paphunga - Prakasit Sansook - Sompong Soleb - Worrawoot Srimaka - Piyachart Tamaphan - Wuttichai Tathong | - Jeerawat Thongluae - Sarawut Treephan - Awona Aurelien - Famory - Eric Kamdem - Camara Ahmed - N' Guatta - Chike Onyeka Peter |